# D-beat
D-beat is een vorm van punkmuziek die zich vooral onderscheidt vanwege het typerende drumritme. D-beat wordt daarom ook vaak gebruik als naam voor dit specifieke ritme.

## Geschiedenis
De eerste band die de D-beat als zodanig toepaste was de Britse groep Discharge begin 1980. Disbeat is dan ook naar hen genoemd, aangezien Discharge bekend is geworden met nummers gekenmerkt door dit ritme. Dit was een vernieuwing van de punkmuziek, aangezien bands daarvoor alleen standaardritmes zoals 4- en 2-kwartsmaten gebruikten. Discharge heeft vele opvolgers gehad, zoals The Varukers en Doom, wat heeft uiteindelijk geleid tot het genre D-beat.

## Toepassing
Naast de veelvuldige toepassing in de D-beat wordt het ritme nog in andere muziekstijlen gebruikt. Veel metalbands maken bijvoorbeeld gebruik van D-beat ter afwisseling van andere ritmes. Het muziekgenre D-beat vertoont sterke overeenkomsten met crust punk, dat eveneens onder punk geschaard kan worden. Het verschil zit hem tegenwoordig vooral daarin, dat crustpunk een makkelijkere muzikale structuur bezit, een sneller tempo heeft en chaotischer aandoet. Toch worden de termen crustpunk en D-beat door velen door elkaar gebruikt.